# Demoni (singolo)
Demoni è un singolo del rapper italiano Emis Killa, pubblicato il 4 febbraio 2025.
Il brano, che inizialmente doveva essere presentato in gara nel corso della 75ª edizione del Festival di Sanremo, è stato pubblicato una settimana in anticipo in seguito al ritiro del rapper dalla manifestazione.

## Antefatti e descrizione
Il brano, scritto dallo stesso rapper, è prodotto da Mattia Cerri, in arte Cino, e Nicola Lazzarin, in arte Cripo. Esso, inizialmente previsto per il Festival di Sanremo 2025, è stato descritto dall'artista in una breve intervista in conferenza stampa:

## Promozione
Dopo la conferma del rapper tra i big in gara al Festival di Sanremo 2025, annunciata da Carlo Conti al TG1 il 1º dicembre 2024, il titolo del brano è stato rivelato il 18 dicembre nel corso della finale della diciottesima edizione del concorso canoro Sanremo Giovani.

## Video musicale
Il video musicale, diretto da Martina Pastori, è stato pubblicato il 6 febbraio 2025 attraverso il canale YouTube del rapper.

## Tracce
Testi di Emiliano Rudolf Giambelli, musiche di Federica Abbate, Mattia Cerri e Nicola Lazzarin.
1. Demoni – 3:41

## Classifiche
| Classifica (2025) | Posizione massima |
| ----------------- | ----------------- |
| Italia            | 80                |

## Date di pubblicazione
| Paese  | Data             | Formato                      | Etichetta  | Nota   |
| ------ | ---------------- | ---------------------------- | ---------- | ------ |
| Mondo  | 4 febbraio 2025  | Download digitale, streaming | Epic       | [ 17 ] |
| Italia | 4 febbraio 2025  | Contemporary hit radio       | Sony Italy | [ 3 ]  |
| Italia | 14 febbraio 2025 | 7"                           | Epic       | [ 18 ] |